# Luigi Alfano
 (janvier 2021).
Si vous disposez d'ouvrages ou d'articles de référence ou si vous connaissez des sites web de qualité traitant du thème abordé ici, merci de compléter l'article en donnant les références utiles à sa vérifiabilité et en les liant à la section « Notes et références ».
Pour les articles homonymes, voir Alfano (homonymie).
Gennaro Luigi Alfano est un footballeur italien né le 6 février 1958 à Palma Campania (Italie). Il a évolué pendant 15 ans en professionnel avec le Sporting Club de Toulon. Il est ensuite devenu entraîneur de ce même club.
Luigi Alfano est l'une des figures emblématiques du Club azur et or. Joueur, il était notamment réputé pour son jeu de tête et pour sa rugosité défensive. 
Le livre "Luigi Alfano, Toulon, Foot et Castagne" , édité aux ateliers Henry Dougier, retraçant son enfance napolitaine, son parcours vers le monde professionnel et ses aventures rocambolesques sur les pelouses du championnat de France, sort en février 2021.

## Biographie
Gennaro Luigi Alfano est né à Palma Campania, à 30 km de Naples, le 6 février 1958.
Figure emblématique du Sporting Toulon Var, Gennaro Luigi Alfano a marqué l’esprit d’une génération de Toulonnais. 
Il a disputé 236 matchs en Division 1 pour 9 buts marqués.

## Statistiques
| Saison                | Club                  | Championnat           | Championnat | Championnat | Coupe(s) nationale(s) | Coupe(s) nationale(s) | Total | Total |
| Saison                | Club                  | Division              | M.          | B.          | M.                    | B.                    | M.    | B.    |
| 1978-1979             | SC Toulon             | Division 2            | 31          | 7           | 2                     | 0                     | 33    | 7     |
| 1979-1980             | SC Toulon             | Division 2            | 33          | 4           | 3                     | 0                     | 36    | 4     |
| 1980-1981             | SC Toulon             | Division 3            | 27          | 8           | -                     | -                     | 27    | 8     |
| 1981-1982             | SC Toulon             | Division 2            | 29          | 6           | 9                     | 2                     | 38    | 8     |
| 1982-1983             | SC Toulon             | Division 2            | 31+2        | 2+0         | 5                     | 0                     | 38    | 2     |
| 1983-1984             | SC Toulon             | Division 1            | 34          | 1           | 9                     | 1                     | 43    | 2     |
| 1984-1985             | Sporting Toulon Var   | Division 1            | 34          | 2           | 1                     | 0                     | 35    | 2     |
| 1985-1986             | Sporting Toulon Var   | Division 1            | 35          | 0           | 1                     | 0                     | 36    | 0     |
| 1986-1987             | Sporting Toulon Var   | Division 1            | 33          | 1           | 1                     | 0                     | 34    | 1     |
| 1987-1988             | Sporting Toulon Var   | Division 1            | 34          | 2           | 3                     | 0                     | 37    | 2     |
| 1988-1989             | Sporting Toulon Var   | Division 1            | 31          | 2           | 5                     | 1                     | 36    | 3     |
| 1989-1990             | Sporting Toulon Var   | Division 1            | 25          | 1           | 1                     | 0                     | 26    | 1     |
| 1990-1991             | Sporting Toulon Var   | Division 1            | 6           | 0           | -                     | -                     | 6     | 0     |
| 1991-1992             | Sporting Toulon Var   | Division 1            | 4           | 0           | 1                     | 0                     | 5     | 0     |
| 1992-1993             | Sporting Toulon Var   | Division 1            | -           | -           | -                     | -                     | 0     | 0     |
| Total sur la carrière | Total sur la carrière | Total sur la carrière | 389         | 36          | 41                    | 4                     | 430   | 40    |

## Palmarès

### Joueur
- 1er du Groupe B de Division 2 en 1983 avec le Sporting Toulon Var

### Entraîneur
- Champion de France de National en 1996 avec le Sporting Toulon Var